# Maerua rosmarinoides
Maerua rosmarinoides är en kaprisväxtart som först beskrevs av Otto Wilhelm Sonder, och fick sitt nu gällande namn av Ferdinand von Hochstetter och Ferdinand Albin Pax. Maerua rosmarinoides ingår i släktet Maerua och familjen kaprisväxter. Inga underarter finns listade i Catalogue of Life.